# Yi San
Yi San (이산?, 李祘?; titolo internazionale Lee San, Wind of the Palace) è una serie televisiva sudcoreana trasmessa su MBC dal 17 settembre 2007 al 16 giugno 2008.

## Trama
Durante l'infanzia, Yi San, figlio del principe ereditario Sado, stringe amicizia con due bambini che lavorano a palazzo, Seong Song-yeon, figlia di un artista di palazzo, e Park Dae-su, apprendista eunuco. Quando re Yeongjo chiude il figlio Sado in una madia del riso senza cibo e acqua perché teme che il principe stia pianificando un colpo di Stato, San cerca di salvare suo padre con l'aiuto dei suoi amici, ma senza successo.
Anni dopo, San è diventato adulto e la sua posizione di principe ereditario è minacciata dagli intrighi di palazzo, in particolare dalla fazione Noron, con la quale continua a scontrarsi anche salito al trono; intanto, s'innamora di Song-yeon.

## Personaggi

### Personaggi principali
- Yi San, interpretato da Lee Seo-jin e Park Ji-bin (da bambino)
- Seong Song-yeon, interpretata da Han Ji-min e Lee Han-na (da bambina)
- Regina Hyoui, interpretata da Park Eun-hye
- Park Dae-su, interpretato da Lee Jong-soo e Kwon Oh-min (da bambino)
- Re Yeongjo, interpretato da Lee Soon-jae
- Dama Hyegyeong, interpretata da Kyeon Mi-ri
Madre di Yi San.
- Regina Jeongsun, interpretata da Kim Yeo-jin
Moglie di re Yeongjo.
- Principessa Hwawan, interpretata da Sung Hyun-ah
Figlia di re Yeongjo.
- Jeong Hu-gyeom, interpretato da Cho Yeon-woo e Lee In-sung (da bambino)
Figlio adottivo della principessa Hwawan.
- Jeong Yak-yong, interpretato da Song Chang-eui
- Hong Guk-yeong, interpretato da Han Sang-jin
Braccio destro di Yi San.
- Seo Jang-bo, interpretato da Seo Beom-sik
- Kang Suk-ki, interpretato da Jang Hee-woong
- Eunuco Nam Sa-cho, interpretato da Maeng Sang-hoon
- Chae Je-gong, interpretato da Han In-soo
- Park Dal-ho, interpretato da Lee Hee-do
Zio di Dae-su.
- Mak-sun, interpretata da Kyung In-sun
Proprietaria di una taverna.

### Dipartimento di arte
- Lee-chun, interpretato da Ji Sang-ryeol
- Tak Ji-su, interpretato da Yoo Min-hyuk
- Park Young-moon, interpretato da Shin Kuk
Capo del dipartimento di arte.
- Damo Yang Cho-bi, interpretata da Lee Ip-sae
- Damo Shi-bi, interpretata da Kim Yoo-jin
- Damo Mi-soo, interpretata da Lee Sung-ah
- Damo Yeo-jin, interpretata da Oh Ji-eun

### Altri personaggi
- Choe Seok-joo, interpretato da Jo Kyung-hwan
- Hong In-han, interpretato da Na Seong-kyun
- Hong Bong-han, interpretato da Shin Chung-sik
- Kim Gwi-joo, interpretato da Park Young-ji
- Jang Tae-woo, interpretato da Lee Jae-yong
- Han Joon-ho, interpretato da Lee Kyung-young
- Yoon Chang-yoon, interpretato da Han Sang-hyuk
- Yu Deuk-gong, interpretato da Choo Hun-yup
- Park Je-ga, interpretato da Jung Jae-kon
- Lee Duk-moo, interpretato da Shin Sung-kyun
- Min Ju-sik, interpretato da Jung Hyo-keun
- Dama di corte Kim Jung-geum, interpretata da Kim So-yi
Dama di compagnia della regina Hyoui.
- Dama di corte Kang Mi-bi, interpretata da Lee Sook
Dama di compagnia della regina Jeongsun.
- Dama di corte Kwak Mi-geum, interpretata da Ahn Yeo-jin
Dama di compagnia della principessa Hwawan.
- Concubina Hong, interpretata da Hwang Geum-hee
Sorella di Hong Guk-yeon.
- Concubina Yoon, interpretata da Yoo Yeon-ji
- Principe Sado, interpretato da Lee Chang-hoon

## Ascolti
| Episodio | Data di trasmissione | Dati TNMS           | Dati TNMS                  |
| Episodio | Data di trasmissione | A livello nazionale | Area metropolitana di Seul |
| -------- | -------------------- | ------------------- | -------------------------- |
| 1        | 17 settembre 2007    | 14,0%               | 14,2%                      |
| 2        | 18 settembre 2007    | 14,3%               | 14,7%                      |
| 3        | 24 settembre 2007    | 11,2%               | 11,4%                      |
| 4        | 25 settembre 2007    | 15,4%               | 15,0%                      |
| 5        | 1 ottobre 2007       | 17,6%               | 18,4%                      |
| 6        | 2 ottobre 2007       | 17,6%               | 18,4%                      |
| 7        | 8 ottobre 2007       | 20,4%               | 21,7%                      |
| 8        | 9 ottobre 2007       | 20,6%               | 22,4%                      |
| 9        | 15 ottobre 2007      | 19,0%               | 20,3%                      |
| 10       | 16 ottobre 2007      | 19,4%               | 20,9%                      |
| 11       | 22 ottobre 2007      | 18,2%               | 18,5%                      |
| 12       | 23 ottobre 2007      | 24,6%               | 26,1%                      |
| 13       | 29 ottobre 2007      | 22,1%               | 23,9%                      |
| 14       | 30 ottobre 2007      | 22,1%               | 23,5%                      |
| 15       | 5 novembre 2007      | 21,5%               | 23,2%                      |
| 16       | 6 novembre 2007      | 22,2%               | 23,3%                      |
| 17       | 12 novembre 2007     | 22,3%               | 24,3%                      |
| 18       | 13 novembre 2007     | 23,5%               | 24,9%                      |
| 19       | 19 novembre 2007     | 23,1%               | 24,7%                      |
| 20       | 20 novembre 2007     | 22,6%               | 24,6%                      |
| 21       | 26 novembre 2007     | 23,8%               | 25,8%                      |
| 22       | 27 novembre 2007     | 22,2%               | 24,3%                      |
| 23       | 3 dicembre 2007      | 21,4%               | 23,9%                      |
| 24       | 4 dicembre 2007      | 23,0%               | 24,6%                      |
| 25       | 10 dicembre 2007     | 22,6%               | 24,6%                      |
| 26       | 11 dicembre 2007     | 24,4%               | 25,7%                      |
| 27       | 17 dicembre 2007     | 22,2%               | 24,3%                      |
| 28       | 18 dicembre 2007     | 23,1%               | 25,5%                      |
| 29       | 24 dicembre 2007     | 23,6%               | 26,3%                      |
| 30       | 25 dicembre 2007     | 28,9%               | 31,3%                      |
| 31       | 31 dicembre 2007     | 26,8%               | 29,2%                      |
| 32       | 1 gennaio 2008       | 28,0%               | 30,3%                      |
| 33       | 7 gennaio 2008       | 25,9%               | 28,1%                      |
| 34       | 8 gennaio 2008       | 26,9%               | 29,0%                      |
| 35       | 14 gennaio 2008      | 28,8%               | 31,3%                      |
| 36       | 15 gennaio 2008      | 27,3%               | 29,4%                      |
| 37       | 21 gennaio 2008      | 27,0%               | 28,8%                      |
| 38       | 22 gennaio 2008      | 28,7%               | 30,3%                      |
| 39       | 28 gennaio 2008      | 29,8%               | 32,3%                      |
| 40       | 29 gennaio 2008      | 32,9%               | 35,3%                      |
| 41       | 4 febbraio 2008      | 33,6%               | 36,3%                      |
| 42       | 11 febbraio 2008     | 35,3%               | 38,6%                      |
| 43       | 12 febbraio 2008     | 34,7%               | 38,0%                      |
| 44       | 18 febbraio 2008     | 34,2%               | 37,0%                      |
| 45       | 19 febbraio 2008     | 33,0%               | 35,6%                      |
| 46       | 25 febbraio 2008     | 35,4%               | 38,4%                      |
| 47       | 26 febbraio 2008     | 32,8%               | 35,5%                      |
| 48       | 3 marzo 2008         | 30,8%               | 33,3%                      |
| 49       | 4 marzo 2008         | 30,2%               | 32,9%                      |
| 50       | 10 marzo 2008        | 29,6%               | 32,0%                      |
| 51       | 11 marzo 2008        | 28,2%               | 30,9%                      |
| 52       | 17 marzo 2008        | 29,7%               | 32,6%                      |
| 53       | 18 marzo 2008        | 28,6%               | 30,8%                      |
| 54       | 24 marzo 2008        | 28,7%               | 31,7%                      |
| 55       | 25 marzo 2008        | 27,3%               | 30,2%                      |
| 56       | 31 marzo 2008        | 23,9%               | 26,2%                      |
| 57       | 1º aprile 2008       | 26,3%               | 29,1%                      |
| 58       | 7 aprile 2008        | 32,2%               | 34,6%                      |
| 59       | 8 aprile 2008        | 31,1%               | 33,3%                      |
| 60       | 14 aprile 2008       | 27,9%               | 30,7%                      |
| 61       | 15 aprile 2008       | 29,2%               | 31,2%                      |
| 62       | 21 aprile 2008       | 30,2%               | 32,8%                      |
| 63       | 22 aprile 2008       | 30,1%               | 32,5%                      |
| 64       | 28 aprile 2008       | 28,3%               | 31,2%                      |
| 65       | 29 aprile 2008       | 29,4%               | 32,2%                      |
| 66       | 5 maggio 2008        | 30,0%               | 32,6%                      |
| 67       | 6 maggio 2008        | 30,9%               | 33,5%                      |
| 68       | 12 maggio 2008       | 31,2%               | 33,7%                      |
| 69       | 13 maggio 2008       | 31,4%               | 34,4%                      |
| 70       | 19 maggio 2008       | 32,1%               | 35,6%                      |
| 71       | 20 maggio 2008       | 30,3%               | 32,8%                      |
| 72       | 26 maggio 2008       | 29,8%               | 32,0%                      |
| 73       | 27 maggio 2008       | 28,8%               | 30,4%                      |
| 74       | 2 giugno 2008        | 29,8%               | 32,0%                      |
| 75       | 3 giugno 2008        | 28,6%               | 30,9%                      |
| 76       | 9 giugno 2008        | 32,7%               | 35,3%                      |
| 77       | 16 giugno 2008       | 28,6%               | 31,1%                      |
| Media%   | Media%               | 26,4%%              | 28,5%                      |

## Colonna sonora
1. Mountain (蒜 (산))
2. 武舞 (무무)
3. Promise (약속) – Jang Yoon-jung
4. Enemy (笛 (적))
5. 蝶 (접)
6. Lamento
7. Girl (소녀)
8. 잔나비
9. 湊 (주)
10. 龍 (용)
11. 鳴 (명)
12. 물바람
13. 송연
14. 무덕
15. Promise (Inst.) (약속 (Inst.))
16. 항아 – Heo Eun-kyu feat. Kim Hong-mi e Park So-eun
17. Water (水 (수))

## Riconoscimenti
| Anno | Premio               | Categoria                                                 | Ricevente                | Risultato       |
| ---- | -------------------- | --------------------------------------------------------- | ------------------------ | --------------- |
| 2007 | MBC Drama Awards     | Premio alla massima eccellenza, attore                    | Lee Seo-jin              | Vincitore/trice |
| 2007 | MBC Drama Awards     | Premio all'eccellenza, attrice                            | Han Ji-min               | Vincitore/trice |
| 2007 | MBC Drama Awards     | Premio d'oro alla recitazione, attore in un drama storico | Lee Soon-jae             | Vincitore/trice |
| 2007 | MBC Drama Awards     | Miglior nuovo attore                                      | Han Sang-jin             | Vincitore/trice |
| 2007 | MBC Drama Awards     | Miglior giovane attore                                    | Park Ji-bin              | Vincitore/trice |
| 2007 | MBC Drama Awards     | Sceneggiatore dell'anno                                   | Kim Yi-young             | Vincitore/trice |
| 2007 | MBC Drama Awards     | Premio popolarità, attore                                 | Lee Seo-jin              | Candidato/a     |
| 2007 | MBC Drama Awards     | Premio popolarità, attrice                                | Han Ji-min               | Candidato/a     |
| 2007 | MBC Drama Awards     | Miglior coppia                                            | Lee Seo-jin e Han Ji-min | Candidato/a     |
| 2007 | MBC Drama Awards     | Drama preferito dell'anno dagli spettatori                |                          | Candidato/a     |
| 2008 | Baeksang Arts Awards | Miglior regista (TV)                                      | Lee Byung-hoon           | Vincitore/trice |
| 2008 | Baeksang Arts Awards | Miglior attore (TV)                                       | Lee Seo-jin              | Candidato/a     |
| 2008 | Baeksang Arts Awards | Miglior nuovo attore (TV)                                 | Han Sang-jin             | Candidato/a     |